# Флаг Эквадора
Госуда́рственный флаг Эквадо́ра — принят 26 сентября 1860 года. Создан на базе «Колумбийского триколора» — флага Великой Колумбии из трёх полос — жёлтой, синей и красной. С 1900 года на официальный флаг помещают герб Эквадора. Согласно вексиллологической трактовке, жёлтая полоса символизирует золото и другие природные ресурсы, синяя — море и небо, красная — кровь.
Нынешняя версия флага считается десятой по счёту — в ноябре 2009 года были утверждены новые пропорции.

## Исторические флаги

### Флаги Эквадора

11 октября 1820 — 25 мая 1822
2 июня 1822 — 31 июля 1822
22 сентября 1830 — 6 марта 1845
Флаг Эквадора 1835—1845
6 марта 1845 — 6 ноября 1845
Флаг Эквадора 1845—1860
Флаг Эквадора 1860—1900
Флаг Эквадора 1900—2009

### Флаги Великой Колумбии

Флаг Эквадора в составе Великой Колумбии 31 июля 1822 — 22 сентября 1830
Флаг Великой Колумбии 1822—1830
Флаг Эквадора 1830—1835